# Agostino Cusani (1655-1730)
Pour les articles homonymes, voir Agostino Cusani.
Agostino Cusani (né le 20 octobre 1655 à Milan, en Lombardie, alors capitale du duché de Milan et mort le 27 décembre 1730 dans la même ville) est un cardinal italien du XVIIIe siècle. 
Il est de la famille du cardinal Agostino Cusani (1588).

## Biographie
Agostino Cusani exerce diverses fonctions au sein de la Curie romaine, notamment à la chambre apostolique.
Il est nommé archevêque titulaire d'Amasea (de) en 1696 et envoyé comme nonce apostolique dans la république de Venise puis en France en 1706. En 1711 il est transféré à l'évêché de Pavie, avec titre personnel d'archevêque.
Le pape Clément XI le crée cardinal lors du consistoire du 18 mai 1712. Il est nommé légat apostolique à Bologne en 1714.
Le cardinal Cusani participe au conclave de 1721, lors duquel Innocent XIII est élu pape, et à ceux de 1724 (élection de Benoît XIII) et de 1730 (élection de Clément XII).

## Succession apostolique
Agostino Cusani a ordonné les évêques suivants :
- Évêque Georg Xaver Marotti (1713)